# Pedro Ciruelo
Pedro Ciruelo oder auch Pedro Ciruello  bzw. Pedro Sánchez Ciruelo, lateinisch Petrus Sanchez Cirvelus oder auch Petrus Ciruelus Darocensis (* 1470 in Daroca; † 1554 in Salamanca) war ein spanischer Mathematiker, Theologe und Hochschullehrer.

## Leben und Laufbahn

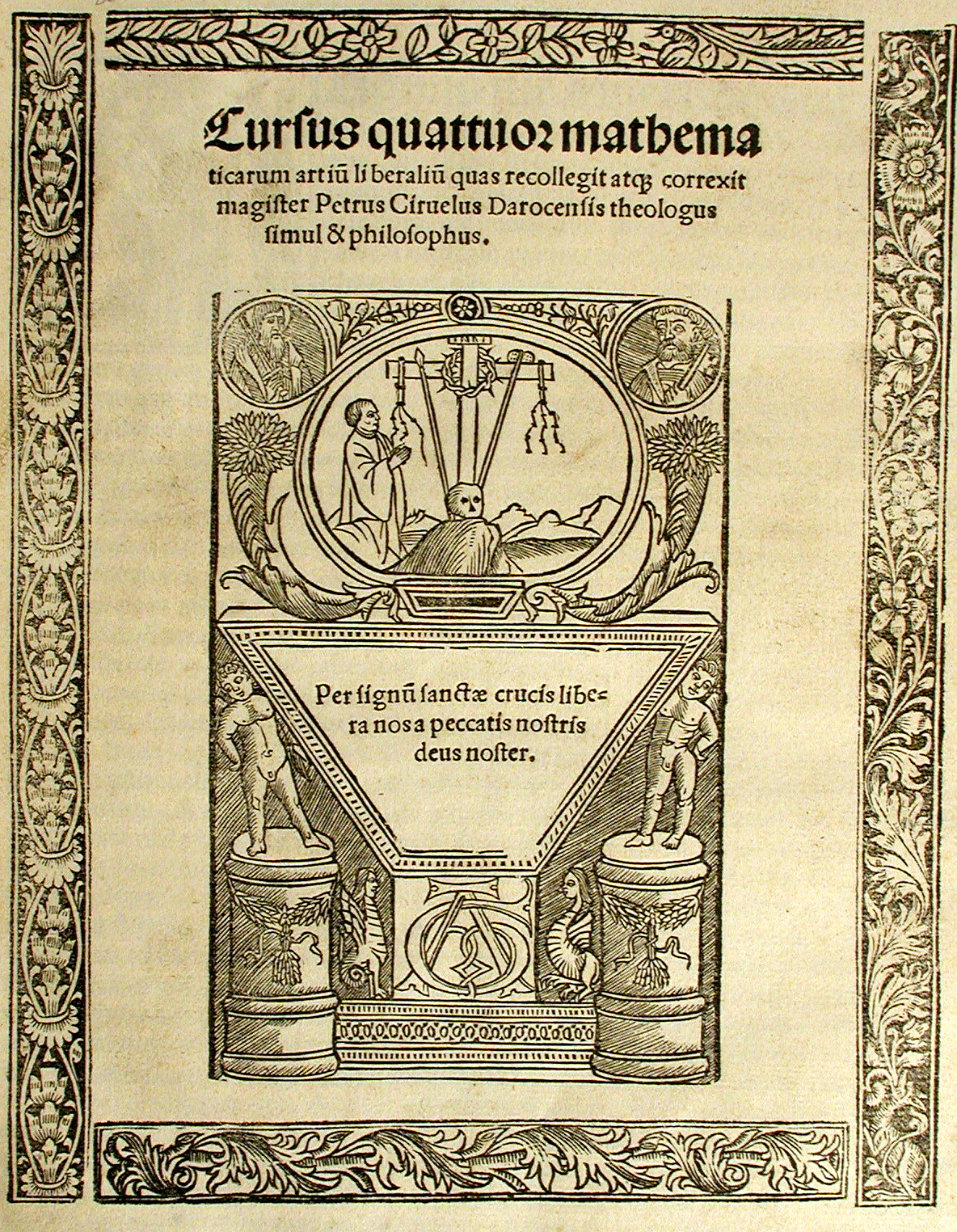
Cursus quattuor mathematicarum artium liberalium… (Alcalá de Henares, Arnao Guillén de Brocar, 1516).

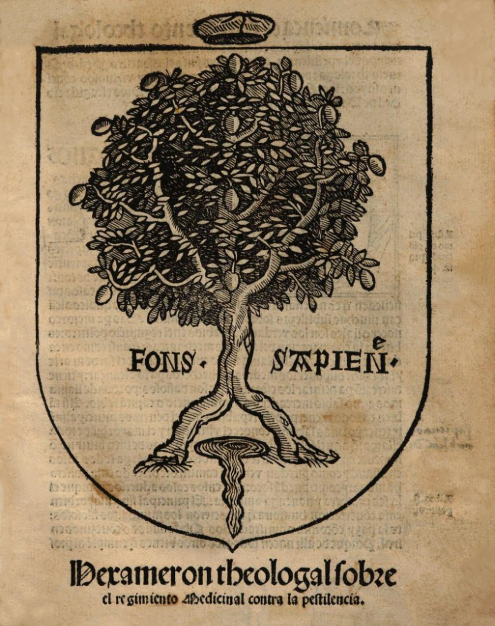
Hexameron theologal sobre el regimiento medicinal contra la pestilencia (Alcalá de Henares, Arnao Guillén de Brocar, 1519).

Ciruelo studierte zunächst in Salamanca und setzte in den Jahren 1492–1502 sein Studium der Mathematik und Theologie in Paris fort, wo er auch zehn Jahre lang Mathematik und Philosophie lehrte. Ab 1510 wirkte er als Professor für Theologie und Philosophie an der Universität Alcalá und wurde später Kanonikus an der Kathedrale von Salamanca. Etwa ab 1530 lehrte er auch an der Universität Salamanca. Er war zudem einer der Lehrer des nachmaligen Königs Philipp II. von Spanien.

## Wissenschaftliche Arbeit
Ciruelo befasste sich in seinen wissenschaftlichen Arbeiten in der Hauptsache mit Arithmetik und Geometrie und daneben auch mit Logik, Astronomie (inklusive Astrologie), Musik und Naturphilosophie.

## Schriften
Ciruelo veröffentlichte bereits im Jahre 1495 eine Abhandlung über praktische Arithmetik, den Arithmetice practice seu Algorismi Tractatus. Kurz darauf, in den Jahren bis 1498, legte er überarbeitete Fassungen von Lehrbüchern anderer Verfasser vor, nämlich eine Überarbeitung der Arithmetica speculativa sowie der Geometria speculativa des Thomas Bradwardine und danach eine der von Johannes de Sacro Bosco (und anderen) verfassten Sphaera mundi.
Aufbauend auf Werken verschiedener Vorgänger – wie dem von Boethius verfassten Lehrbuch De institutione arithmetica – behandelte Ciruelo in dem 1516 veröffentlichten Cursus quattuor mathematicarum artium liberalium eingehend das Quadrivium der Sieben Freien Künste. Diese Schrift zeichnet sich durch  zahlreiche historische Anmerkungen aus und ist auch insofern bemerkenswert, als Ciruelo in ihr neue Namen für die gewisse Zehnerpotenzen verwandte, welche von üblichen und durch das Werk des Nicolas Chuquet geläufig gewordenen Benennungen abweichen. Er bezeichnete nämlich {\displaystyle 10^{6}} als cuento  und {\displaystyle 10^{12}} als millon.